# Beauty
Beauty (4 tháng 1 năm 1939 - 17 tháng 10 năm 1950), một con chó sục lông lượn sóng. Nó là một con chó tìm kiếm và cứu hộ trong Thế chiến thứ hai và được coi là con chó cứu hộ đầu tiên. Beauty được trao tặng Huân chương Dickin vì sự dũng cảm vào năm 1945. Nó là một trong số những con vật giành được huân chương này được chôn cất tại Nghĩa trang động vật Ilford.
Beauty sinh ngày 4 tháng 1 năm 1939 và thuộc sở hữu của Giám đốc PDSA Bill Barnet, người lãnh đạo một trong những đội cứu hộ ở Luân Đôn cho động vật trong thời Blitz. Con chó sẽ đi cùng Barnet trong các nhiệm vụ giải cứu cho công ty.
Một ngày nọ vào năm 1940, trong khi ra ngoài với chủ nhân của mình trong một nhiệm vụ giải cứu, nó bắt đầu đào trong đống đổ nát cùng với các đội cứu hộ. Trong vòng vài phút, một con mèo đã được phát hiện, trở thành con vật đầu tiên trong số 63 con vật mà Beauty tìm thấy trong thời gian phục vụ chiến tranh. Beauty được coi là con chó cứu hộ đầu tiên.
Beauty qua đời vào ngày 17 tháng 10 năm 1950 và được chôn cất tại Nghĩa trang Động vật Ilford, được thành lập và điều hành bởi PDSA. Nó là một trong nhiều con vật giành được Huy chương Dickin được chôn cất tại nghĩa trang PDSA ở Ilford.

## Giải thưởng
Với sự phục vụ của mình, Beauty đã được trao tặng Huân chương Tiên phong PDSA, một giải thưởng thường được trao cho mọi người và một huy chương bạc được ghi là "Vì dịch vụ được Hoàn đáp" của Phó Thị trưởng Hendon, và được trao tặng giải thưởng Freedom của Công viên Hà Lan. Beauty được trao Huân chương Dickin vào ngày 12 tháng 1 năm 1945. Dòng chữ ghi "Vì là con chó tiên phong trong việc xác định vị trí các nạn nhân bị không kích chôn vùi trong khi phục vụ với Đội cứu hộ PDSA." Huy chương của Beauty đã được chuyển đến PDSA sau khi nó qua đời và được trưng bày trong triển lãm "Cuộc chiến của động vật" tại Bảo tàng Chiến tranh Hoàng gia phía Bắc diễn ra từ ngày 26 tháng 5 năm 2007 đến ngày 6 tháng 1 năm 2008 Huy chương Dickin thường được xem có giá trị và vinh dự là tương đương cho thế giới động vật đối với Huân chương Chữ thập Victoria của con người.